# Pif Gadget, La véritable histoire des origines à 1973
Pif Gadget, La véritable histoire des origines à 1973 est un livre de Richard Médioni (ex-rédacteur en chef de Pif Gadget), évoquant la période mythique du périodique Pif Gadget.

## Thème
Le livre raconte l'histoire des débuts du journal en 1969, à partir de la transformation de l'hebdomadaire Vaillant, le journal de Pif, jusqu'en septembre 1973, date marquant la fin de la période mythique de Pif Gadget.

## Publication
- (fr) Richard Medioni, Pif Gadget, La véritable histoire des origines à 1973, Paris, Vaillant Collector, août 2003, 200 p., broché (ISBN 2-9519925-0-5, présentation en ligne)Histoire de l’hebdomadaire Pif Gadget de sa création depuis le magazine Vaillant, le journal de Pif jusqu’en septembre 1973, date marquant la fin de la « période rouge ».

### Documentation
- Richard Medioni (int. par Jean-Marc Vidal), « PIF Gadget BIS : C'est parti ! = », Bodoï, no 71,‎ février 2004, p. 4.